# Лейн (Канзас)
Лейн (англ. Lane) — місто (англ. city) в США, в окрузі Франклін штату Канзас. Населення — 241 особа (2020).

## Географія
Лейн розташований за координатами 38°26′24″ пн. ш. 95°4′53″ зх. д. / 38.44000° пн. ш. 95.08139° зх. д. (38.440048, -95.081415).  За даними Бюро перепису населення США в 2010 році місто мало площу 0,62 км², з яких 0,61 км² — суходіл та 0,01 км² — водойми.

## Демографія
Згідно з переписом 2010 року, у місті мешкало 225 осіб у 102 домогосподарствах у складі 61 родини. Густота населення становила 363 особи/км².  Було 112 помешкання (181/км²).
Расовий склад населення:
| - 98,2 % — білих - 0,9 % — азіатів |

До двох чи більше рас належало 0,4 %. Частка іспаномовних становила 1,8 % від усіх жителів.
За віковим діапазоном населення розподілялося таким чином: 21,8 % — особи молодші 18 років, 63,1 % — особи у віці 18—64 років, 15,1 % — особи у віці 65 років та старші. Медіана віку мешканця становила 45,1 року. На 100 осіб жіночої статі у місті припадало 108,3 чоловіків;  на 100 жінок у віці від 18 років та старших — 97,8 чоловіків також старших 18 років.
Середній дохід на одне домашнє господарство  становив 37 150 доларів США (медіана — 31 364), а середній дохід на одну сім'ю — 39 403 долари (медіана — 31 250). За межею бідності перебувало 21,2 % осіб, у тому числі 0,0 % дітей у віці до 18 років та 37,0 % осіб у віці 65 років та старших.
Цивільне працевлаштоване населення становило 93 особи. Основні галузі зайнятості: освіта, охорона здоров'я та соціальна допомога — 24,7 %, роздрібна торгівля — 16,1 %, транспорт — 12,9 %, виробництво — 11,8 %.